# Lactips
Lactips est une start-up française créée en 2014. Elle travaille sur un plastique à base d'une protéine de lait, la caséine, qui a l'avantage d'être hydrosoluble, biosourcé et biodégradable.
L'entreprise fait partie des lauréats de la première édition du programme French Tech 2030.

## Historique

### Débuts
Un premier brevet sur l'application industrielle de la transformation de la caséine en plastique est déposé en 2010 par l'Université Jean-Monnet-Saint-Étienne, où Frédéric Prochazka est chercheur dans le laboratoire Ingénierie des Matériaux Polymères. En avril 2014, avec ses associés Marie-Hélène Gramatikoff, ancienne industrielle plasturgiste reconvertie dans la création et direction d'entreprises, et Fabrice Plasson, directeur de l'entreprise de biotechnologie Amoeba, est créée la société Lactips.
En 2015, Lactips effectue une première levée de fonds où sont récoltés 1,2 million d'euros et reçoit un Oscar de l’Emballage.
En 2018, une deuxième levée de fonds permet d'atteindre un capital de 3,7 millions d'euros. Lactips remporte aussi un Innovation Award au salon All4Pack 2018.

### Commercialisation des produits
En 2018 sont commercialisés dans plusieurs pays les premiers films plastiques pour emballer les tablettes de lave-vaisselle en plastique biosourcé, en association avec l'entreprise allemande Ulrich Natürlich.
En 2019, Lactips signe un partenariat d'exclusivité avec BASF,.
En 2020, une levée de fonds auprès de Bpifrance et Mitsubishi Chemical Holdings réunit 13 millions d'euros,.